# Ash Shamayatayn (huyện)
Huyện Ash Shamayatayn là một huyện thuộc tỉnh Ta`izz, Yemen. Đến thời điểm năm 2003, huyện này có dân số 26790 người